# Czesław Porankiewicz
Czesław Porankiewicz (ur. 9 stycznia 1888 w Gostyniu, zm. 19 listopada 1956 w Poznaniu) – polski działacz ruchu robotniczego związany z Wielkopolską.

## Życiorys

### Wczesne lata
Urodził się w rodzinie szewca Franciszka Porankiewicza i Zofii Rosickiej. W wieku 5 lat przeniósł się z rodziną do Poznania, gdzie ukończył szkołę ludową, a w 1906 roku szkołę kupiecką. Początkowo pracował dorywczo wykonując prace biurowo-handlowe dla firm w Wielkopolsce, a także z Warszawy. W 1909 roku postanowił znaleźć stałą pracę i w tym celu udał się do Krakowa, a później Oświęcimia. Po kilku miesiącach dostał posadę szefa biura i pełnomocnika Towarzystwa Przedsiębiorstw Górniczych "Tepege" w Krakowie. Mając stabilność finansową, postanowił założyć rodzinę – ożenił się z sekretarką "Tepege" Walerią Orzekowską. W tym czasie zaczęła go interesować polityka. Uczęszczał na kursy dziennikarskie oraz brał udział w dyskusjach organizowanych przez PPSD. Podziwiał talent oratorski Ignacego Daszyńskiego.
W 1914 roku po wybuchu I wojny światowej został przez władze austriackie ewakuowany do Novej Paki w Czechach. Stamtąd jako obywatel niemiecki został wezwany do stawienia się w niemieckiej armii. Od sierpnia 1915 roku znajdował się w Berlinie, gdzie udzielał się w środowiskach socjaldemokratycznych, a także wśród działaczy legionowych. Później, pod koniec wojny zostaje osadzony w obozach dla internowanych w Szczypiornie i Modlinie. Poznał tam późniejszych ważnych polityków Polskiej Partii Socjalistycznej oraz zdobył ich zaufanie.  

### Działalność w II Rzeczypospolitej
Do Poznania powrócił w 1919 roku celem zorganizowania w Wielkopolsce i na Pomorzu struktur PPS. Dzięki jego staraniom w październiku tego roku odbyła się pierwsza w wyzwolonej Wielkopolsce Konferencja PPS b. Wielkiego Księstwa Poznańskiego oraz Konferencja Okręgowa PPS. W 1920 roku wszedł w skład Rady Naczelnej PPS jako przedstawiciel Wielkopolski. W tamtym okresie z jego inspiracji zorganizowano Wielkopolsce wiele klasowych związków zawodowych np. Związek Zawodowy Robotników Rolnych RP czy Związek Zawodowy Kolejarzy. Zaangażowany był również w wydawanie pism socjalistycznych w Wielkopolsce. Kierował wydawnictwem socjalistycznego Tygodnik Ludowego, był autorem broszury pt. Więzy rwij robotniku Wielkopolski! z 1921 roku.    
Z czasem poglądy Porankiewicza zaczęły się radykalizować do tego stopnia, że otwarcie w Tygodniku Ludowym krytykował Józefa Piłsudskiego i PPS. Wpłynęła na to sytuacja społeczno-polityczna w kraju, wojna polsko-bolszewicka oraz krwawo stłumiony strajk kolejarzy w 1920 roku. Związał się w tamtym czasie z grupą poznańskiej młodzieży akademickiej o poglądach komunistycznych (m.in. Alfredem Bemem). Opowiadał się po skrajnie lewicowej stronie w kierownictwie PPS (Jan Hempel). W maju 1921 został wezwany do Warszawy w celu złożenia wyjaśnień. Zamiast rozmowy doszło do awantury, podczas której Porankiewicz został spoliczkowany. Ostatecznie poznański OKR został rozwiązany, a sąd partyjny (w składzie: Tadeusz Hołówko, Tomasz Arciszewski i Kazimierz Pużak) ostatecznie wykluczył Porankiewicza z partii.     

#### Proces i wyjazd do Związku Radzieckiego
W sierpniu 1921 roku Porankiewicz wspólnie z Oskarem Schwabem i Henrykiem Kossowskim został aresztowany pod zarzutem "działania na szkodę państwa". Aresztowanie spędził w więzieniu we Wronkach. Mimo aresztowania został kandydatem na posła do Sejmu z listy Komunistycznego Związku Proletariatu Miast i Wsi. Przeciwko Porankiewiczowi zeznawał reformistyczny działacz PPS Ludwik Śniady. W 1922 roku zapadł wyrok skazujący na sześć lat, a na jego współtowarzyszy pięć lat. Dzięki stanowczej postawie adwokatów, Sąd Najwyższy uchylił wyrok skazujący i przekazał do ponownego rozpatrzenia Sądowi Okręgowemu w Poznaniu. 
Rozprawa przeciwko Porankiewiczowi nie odbyła się. W marcu 1923 roku znalazł się w grupie polskich działaczy komunistycznych (m.in. Henryk Lauer, Teodora Feder, Gustaw Reicher), którzy na podstawie umów między Polską a Związkiem Radzieckim o wymianie więźniów politycznych. O umieszczenie Porankiewicza na liście bardzo zabiegała Wera Kostrzewa. W Związku Radzieckim znalazł się wraz z żoną. Początkowo leczył się i wypoczywał na Krymie. Potem pracował jako agitator partyjny w wielu zakładach pracy. W końcu osiadł w Mińsku, gdzie pracował w komunistycznym wydawnictwie dla Polaków "Młot".

#### Nagły powrót do kraju
W listopadzie 1923 roku Czesław Porankiewicz nieoczekiwanie znalazł się w Polsce, czym wywołał sensację. Oddał się także w ręce polskich władz. Na wokandę wróciła także jego sprawa. Porankiewicz tłumaczył przed sądem powody swojego powrotu; miał w imieniu ZSRR negocjować z Niemcami współdziałanie przeciwko Polsce (Porankiewicz miał uraz z młodości związany z germanizacją), głośna sprawa  arcybiskupa Jana Cieplaka, a także prośba chorej żony, która chciała umrzeć w Polsce. Na rozprawie oświadczył również, że przekonał się, że socjalizm oznacza niewolę dla robotników i jego poglądy są teraz bliższe prawicy. Sąd wziął pod uwagę przemianę Porankiewicza i zasądził karę dwóch i pół roku więzienia, zaliczając mu pobyt w ZSRR. Porankiewicz wyszedł na wolność.

### Dalsze losy
Nie wrócił już do działalności w ruchu robotniczym. W 1924 roku, po śmierci żony wspólnie z bratem otworzył firmę handlującą skórami i przyborami obuwniczymi. W 1929 roku otrzymał posadę głównego przedstawiciela Fabryki Chemicznej "Bristol" na Pomorzu. Opuścił Poznań i mieszkał kolejno w Toruniu, Wolnym Mieście Gdańsku i Gdyni. W okresie okupacji hitlerowskiej powrócił do Poznania, gdzie do końca wojny pracował jako księgowy. Po zakończeniu II wojny światowej powrócił do Gdańska, gdzie pracował jako księgowy w urzędzie miasta i w końcu w Powszechnej Spółdzielni Spożywców.
Po przejściu na emeryturę powrócił do Poznania, zamieszkał przy swojej ulubionej ulicy Za Bramką. Ciężko przeżywał samotność, coraz bardziej niedomagał na zdrowiu. Zatrudnił się jako dozorca. Zmarł podczas pełnienia służby 19 listopada 1956. Został pochowany na Cmentarzu na Junikowie.

## Życie prywatne
Dwukrotnie żonaty. Pierwszą żoną była Waleria Orzekowska, a drugą Stanisława Dopierała. Ewa, córka z pierwszego małżeństwa, wyszła za mąż za inżyniera okrętowego Józefa Mosielskiego.Po śmierci męża wyemigrowała do Kanady. Syn brata Porankiewicza, Walerian (1906-1970), był księdzem, kapelanem sióstr Urszulanek.